# Korspollinering

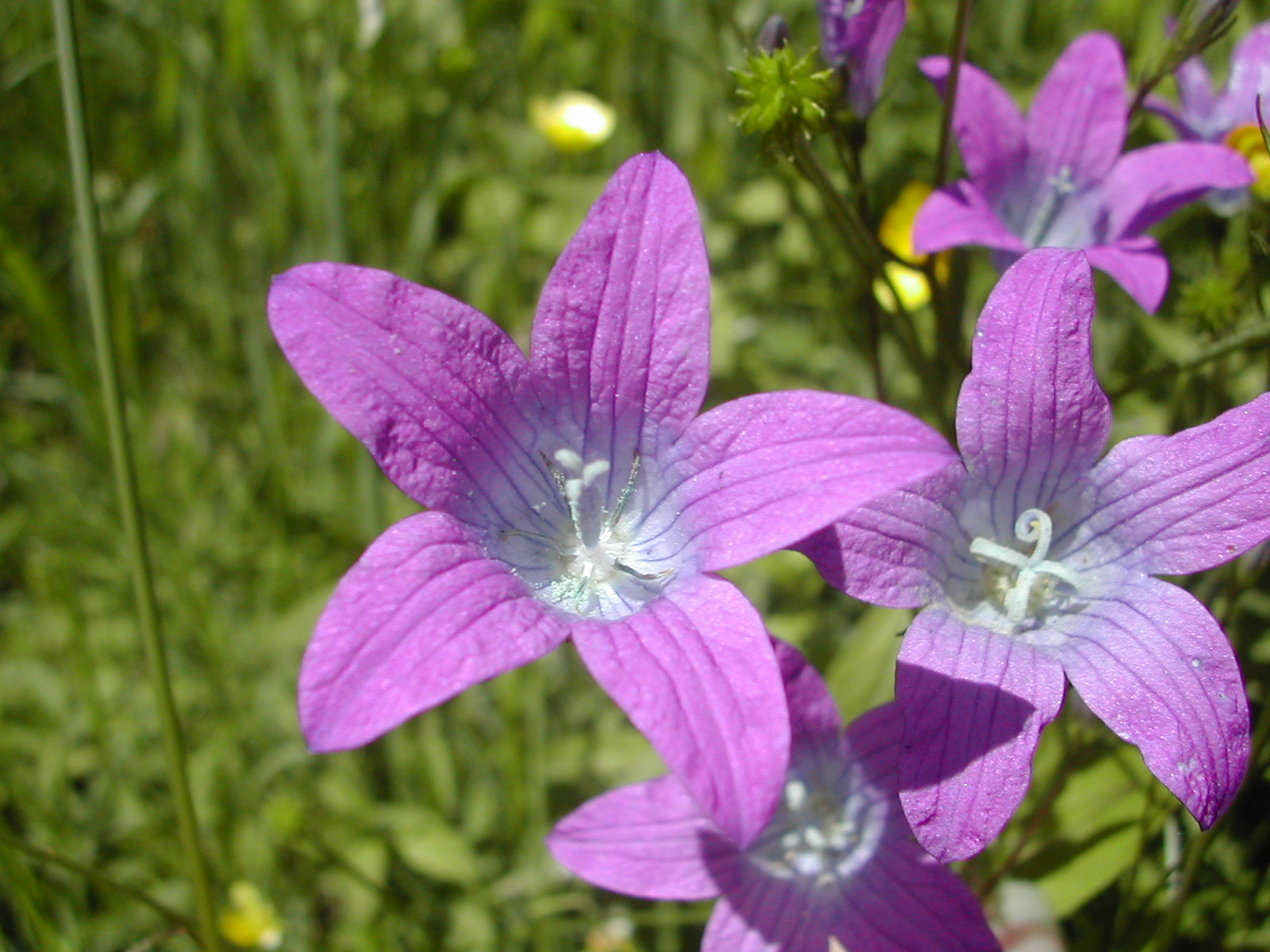
Ängsklocka där ståndarna redan vissnat när märket är moget, alltså en protandrisk art.

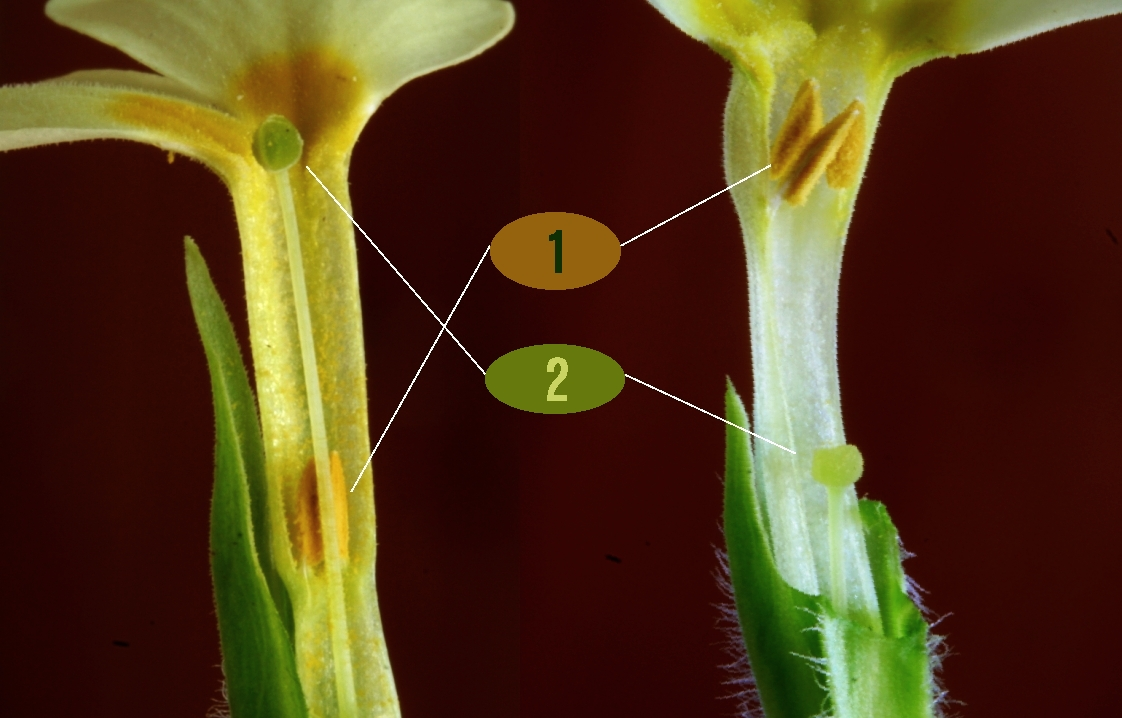
Heterostyli hos Primula vulgaris

Korspollinering är en form av pollinering där pollen överförs från en blomma till en annan blomma av samma art. Växter som är tvåbyggare korspollineras alltid. Om korspollinering uteblir, kan vissa arter självpollineras. Korspollinering upptäcktes av Christian Konrad Sprengel hos Mjölkörten.
Egentlig korspollinering, det vill säga mellan olika växtindivider, med åtföljande befruktning medför en ständig omkombination av arvsanlagen och plantor med nya egenskaper bildas. Detta är av största betydelse för artens förmåga att anpassa sig till förändringar i omgivningen.
Växter som vill försäkra sig om korspollinering har funktioner i blomningen som förhindrar det egna pollenet att träffa den egna pistillen.
- Hos tvåbyggare sitter enkönade blommor på olika plantor.
- Sambyggare har enkönade blommor på olika ställen på samma planta.
- Dikogami innebär att ståndare och pistiller i samma blomma mognar vid olika tidpunkter. Det finns två varianter:
  - Protandri: ståndarna mognar först.
  - Protogyni: pistillerna mognar först.
- Vid heterostyli är ståndare och pistiller i en blomma olika långa, så att insekten ej kan pollinera blomman den sitter i med dess eget pollen. Det finns heterodistyli med två olika längder, men också heterotristyli med tre olika längder. (Motsatsen är homostyli, där alla stift är av samma längd.)
- Hos blommor med herkogami växer ståndare och pistiller åt olika håll.

Märket och stiftet kan motverka tillväxten hos pollenkorn som uppfattas komma från den egna blomman ("själv-immunitet"). Detta förhindrar inte självpollinering (pollen har redan överförts) men fördröjer däremot självbefruktning.
Korspollinering ska inte förväxlas med korsning där det uppstår en hybrid. Då är det fråga om överföring av pollen från en blomma från en annan art, som ändå är tillräckligt nära släkt för att det ska kunna bli avkomma.